# Maria Walewska (Film)
Maria Walewska (Originaltitel: Conquest) ist ein US-amerikanischer Spielfilm mit Greta Garbo und Charles Boyer unter der Regie von Clarence Brown über die Romanze zwischen der polnischen Gräfin Maria Walewska und Napoleon Bonaparte. Er wurde am 4. November 1937 in den nationalen Verleih gebracht.

## Handlung
Die Handlung erzählt eine romantisierte Version der Geschichte der polnischen Gräfin Maria Walewska, die zum Wohle des Landes eine Beziehung mit dem Feldherrn und Kaiser von Frankreich Napoleon Bonaparte eingeht.
Am Beginn der Handlung ist die Gräfin mit einem um viele Jahre älteren Mann verheiratet, den sie achtet, aber nicht liebt. Napoleon wird auf sie aufmerksam, als sich die Gräfin dem Kaiser in schwärmerischer Verehrung nähert. Später, bei einem Ball kommt es zu einem unerwarteten Wiedersehen. Rasch verstärkt sich Napoleons Zuneigung zu der schönen Frau und er verlangt, dass sie ihn in seinem Hauptquartier besuchen soll. Ihr Ehemann ist entsetzt und will unter keinen Umständen einwilligen. Patrioten versuchen ihn zu überzeugen, der Einfluss der Gräfin könne helfen, das durch die Polnischen Teilungen unter den Nachbarstaaten aufgeteilte Land wieder zu einen und erneut zu einem souveränen Staat zu machen. Graf Walewski willigt dennoch nicht ein und Maria beginnt gegen seinen Willen eine Beziehung mit Napoleon, der bald darauf das Großherzogtum Warschau errichtet. Nach dem Friedensschluss mit Zar Alexander von Russland im Frieden von Tilsit folgt die Gräfin dem Kaiser nach Paris, später nach Wien, wo der Sieg über die Österreicher im Krieg von 1809 festlich begangen wird.
In Wien eröffnet Napoleon der Gräfin, dass er die Tochter des Kaisers von Österreich, Marie Louise, heiraten werde, um eine eigene Dynastie zu gründen. Tief verletzt, und ohne ihm mitzuteilen, dass sie ein Kind von ihm erwartet, verlässt die Gräfin Walewska daraufhin den Kaiser. Einige Jahre später besucht die Gräfin Napoleon auf Elba und stellt ihm den gemeinsamen Sohn Alexander vor. Die Niederlage bei Waterloo führt die beiden im Hafen von Rochefort ein letztes Mal zusammen. Die Gräfin versucht, ihn zur Flucht nach Amerika zu bewegen, aber Napoleon lehnt ab. Er verabschiedet sich von ihr und ihrem gemeinsamen Sohn und tritt seine Reise ins endgültige Exil nach Sankt Helena allein an.

## Hintergrund
Die Produktion von Maria Walewska war von Anfang an problematisch. Gegen den Rat aller Freunde und Bekannten wollte Greta Garbo erneut in einem Historienfilm mitspielen. Von den vielen Möglichkeiten, die das Studio ihr anbot, fand keine die Zustimmung der Schauspielerin, die von ihrer Freundin Salka Viertel schließlich auf die Geschichte von Maria Walewska und Napoleon gebracht wurde. An dem Drehbuch arbeiteten insgesamt 17 verschiedene Autoren mit und am Ende stand eine Ansammlung verschiedener Szenen, aber keine einheitlich geschilderte Story. Das lag auch an den rigiden Zensurvorschriften, die verhinderten, dass die Beziehung der beiden Protagonisten mit allen Einzelheiten erzählt werden konnte. Dazu kam der Umstand, dass diese Episode der Geschichte für die breiten Massen der Bevölkerung eher unbekannt war und insoweit kein Interesse bestand, einen Film über diese Romanze unbedingt sehen zu müssen.
Die Dreharbeiten verliefen ungewöhnlich schleppend und dauerten am Ende 127 Tage, was der Rekord für alle Garbo-Filme war. Der Kameramann Karl Freund übernahm die Aufgabe nur deshalb, weil Norma Shearer sich weigerte, William H. Daniels von seinen Verpflichtungen bei ihrer Produktion von Marie Antoinette freizugeben. Freund nahm Garbo in etwas härterem Licht auf, als es Daniels sonst tat. Auch war die Akzentuierung durch Licht und Schatten ausgeprägter als in den meisten anderen Filmen, vielleicht mit Ausnahme von Helgas Fall und Aufstieg. Das Studio konnte sich lange nicht auf einen Titel für den Film einigen und erst nach endlosem Hin- und Her zwischen Less Than the Dust, The Road to Destiny, The Road to Waterloo, Star-Crossed und etlichen anderen Vorschlägen, fiel die Wahl auf Conquest, einen ebenso banalen wie irreführenden Titel.

## Kinoauswertung
Die Produktionskosten eskalierten im Verlauf der 127 Drehtage und erreichten am Ende die Summe von  2.732.000 US-Dollar und machten aus Maria Walewska die teuerste Produktion des Studios seit Ben Hur. Doch bereits wenige Monate später übertraf Marie Antoinette diesen Betrag noch einmal erheblich. Greta Garbo bekam neben ihrer Gage von 275.000 US-Dollar aufgrund der langen Drehzeit zusätzlich 100.000 US-Dollar an Überstundenausgleich, was ihre bis dahin höchste Gage überhaupt bedeutete.
Die Einspielergebnisse waren katastrophal und betrugen in den USA nur 737.000 US-Dollar, zu denen Auslandseinnahmen in Höhe von 1.414.000 US-Dollar kamen. Ein kumuliertes Gesamteinspielergebnis von 2.141.000 US-Dollar bedeutete am Ende einen Gesamtverlust für das Studio in Höhe von 1.397.000 US-Dollar. Es sollte der höchsten Einzelverlust für einen MGM-Film bis dahin sein. Insoweit war es nicht verwunderlich, wenn Greta Garbo 1938 auf der Liste der Stars stand, die Gift an der Kinokasse bedeuten würden.

## Kritiken
Wohl zum ersten Mal in ihrer Karriere musste Greta Garbo sich teilweise herbe Kritik gefallen lassen. Die meisten Rezensenten fanden ihre Darstellung anämisch, hohl und langweilig. Die wenigen guten zeitgenössischen Kritiken entfielen auf Charles Boyer und Maria Ouspenskaya, die mit einer kurzen Szene auf sich aufmerksam machte.
John Mosher schrieb beispielsweise im New Yorker:

„Madame Garbos elegante Anämie kann, wie ich fürchte, mitunter ihren Reiz verlieren. Ihre Darbietung wirkt statisch.“

Das Lexikon des internationalen Films ist mit dem Abstand einiger Jahrzehnte weniger streng:

„Der Film legt nahe, daß ein edler Zweck [die Befreiung Polens] angreifbare Mittel rechtfertige; schauspielerisch außergewöhnlich, bietet er Greta Garbo eine ihrer besten Rollen.“

## Auszeichnungen
Der Film ging mit zwei Nominierungen in die Oscarverleihung 1938, gewann jedoch keine der Trophäen
- Bester Hauptdarsteller – Charles Boyer
- Bestes Szenenbild – Cedric Gibbons, William A. Horning